# Płowiec jodoformowy

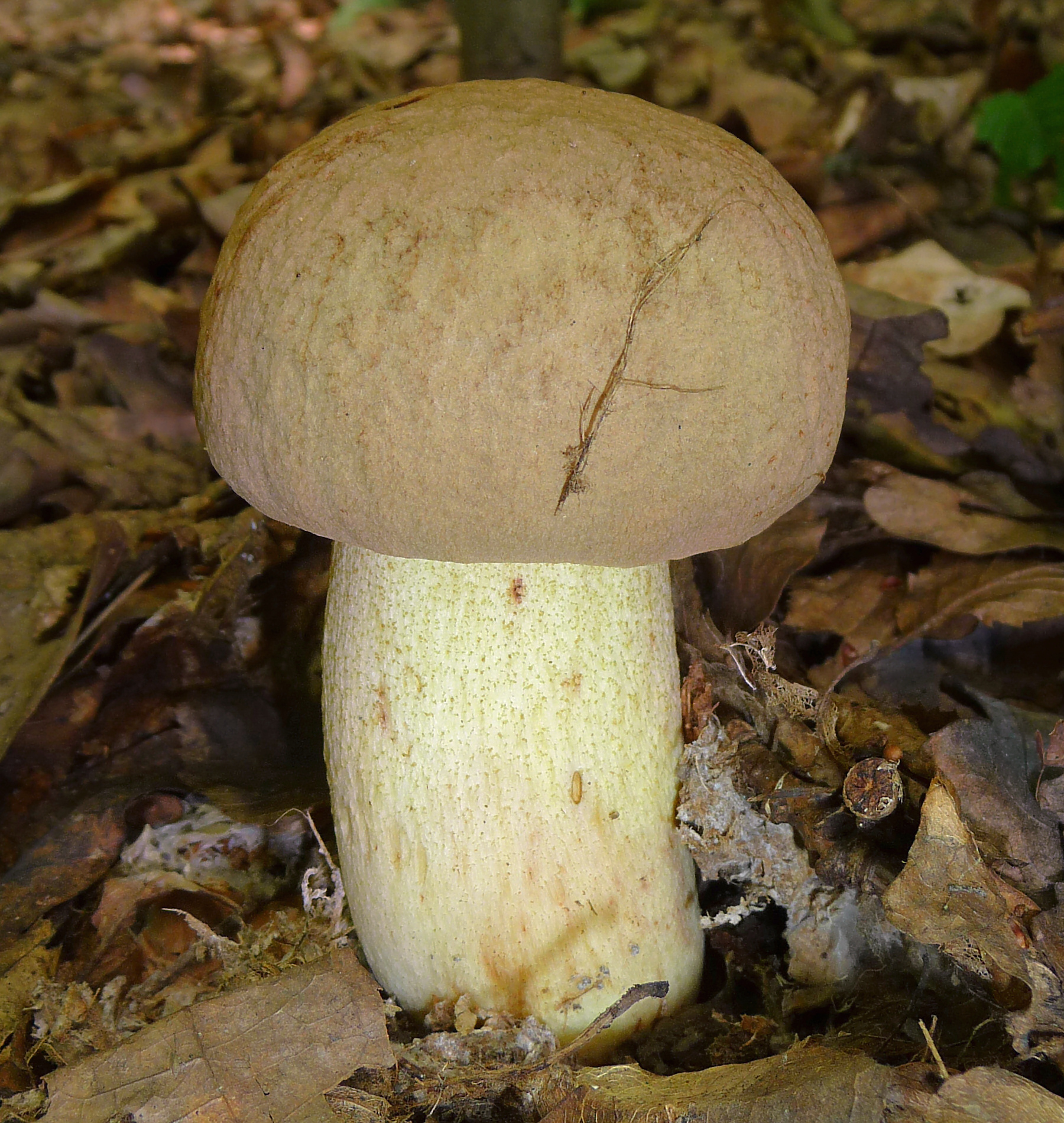
Młody owocnik Hemileccinum impolitum

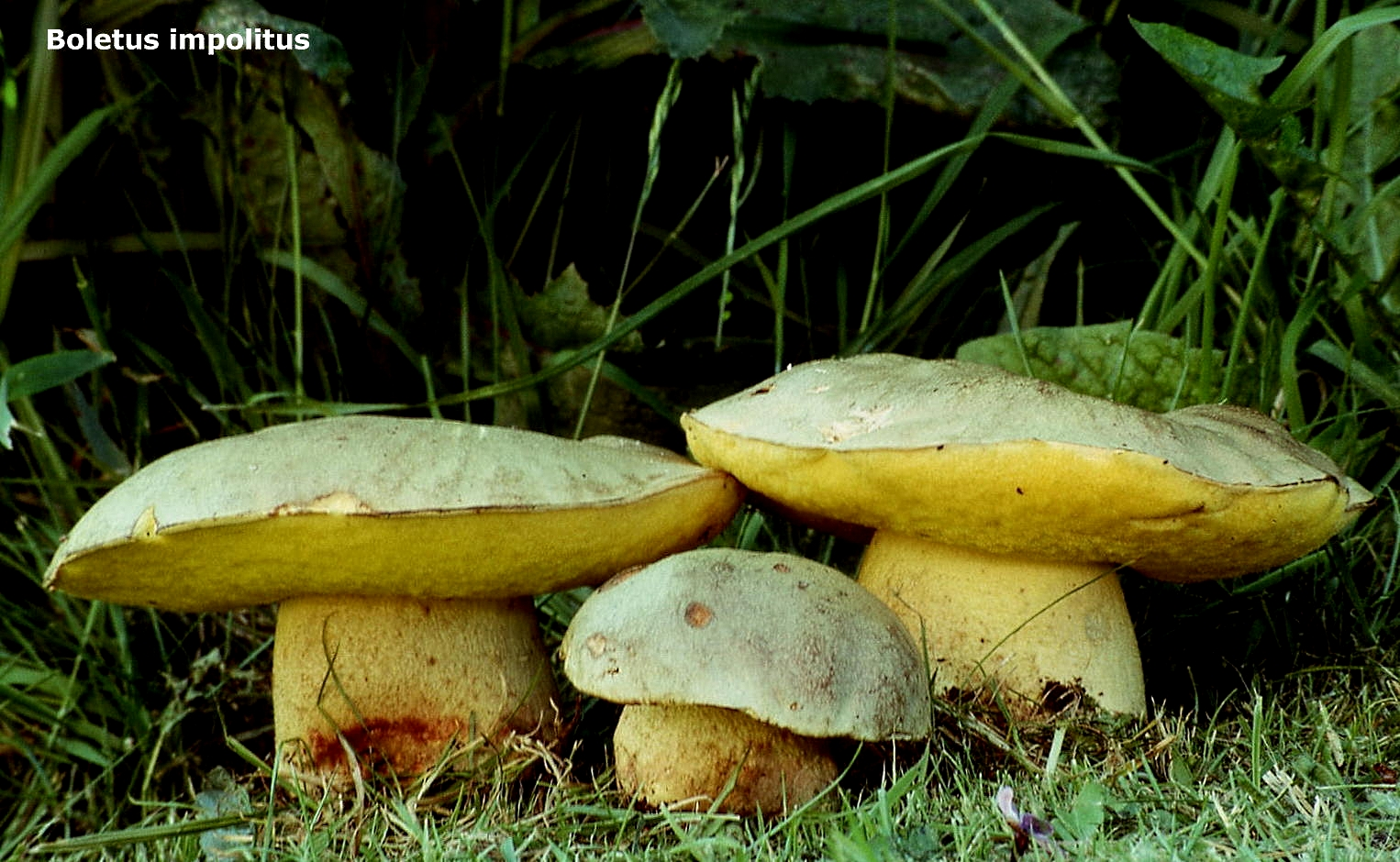
Starsze owocniki

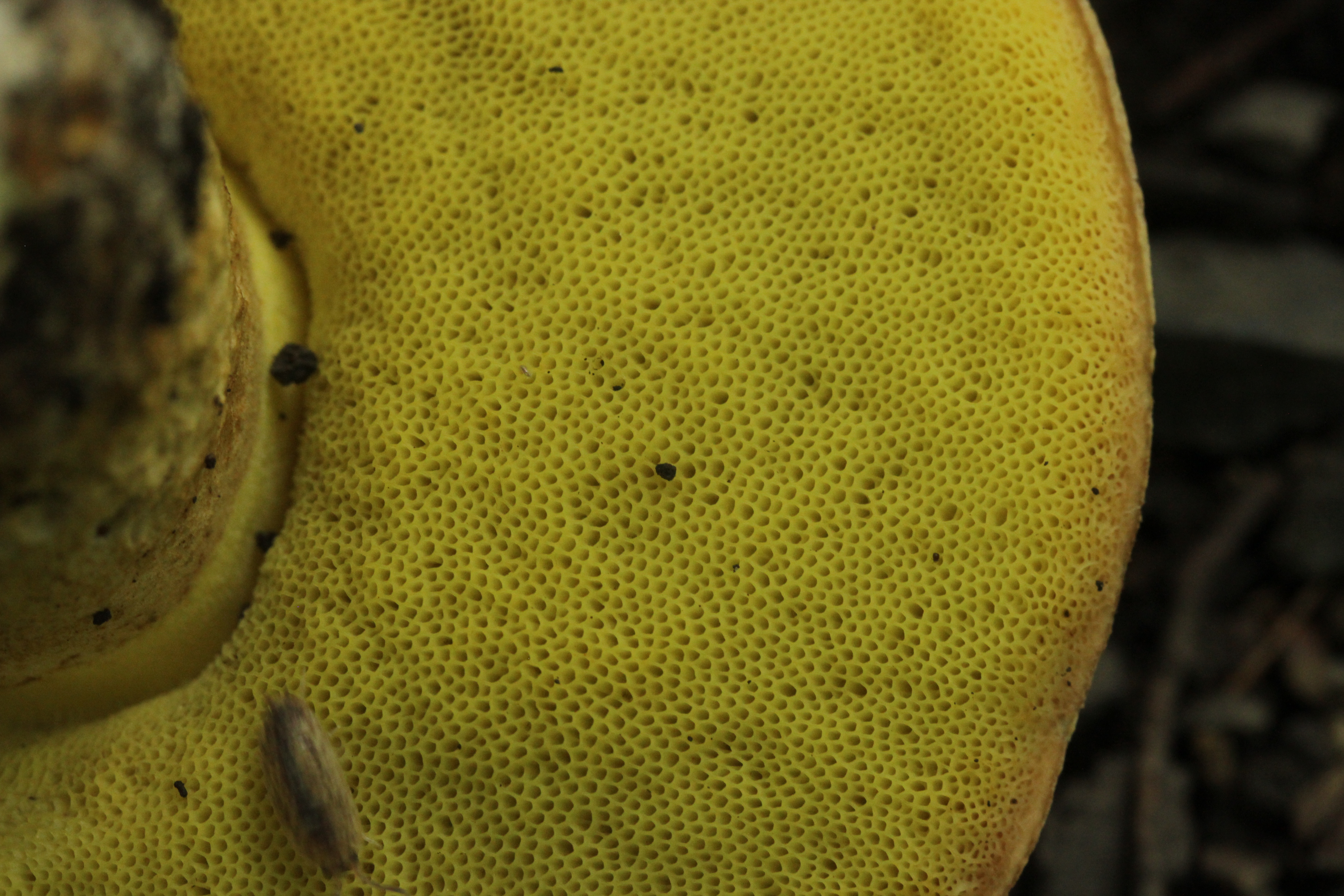
Hymenofor

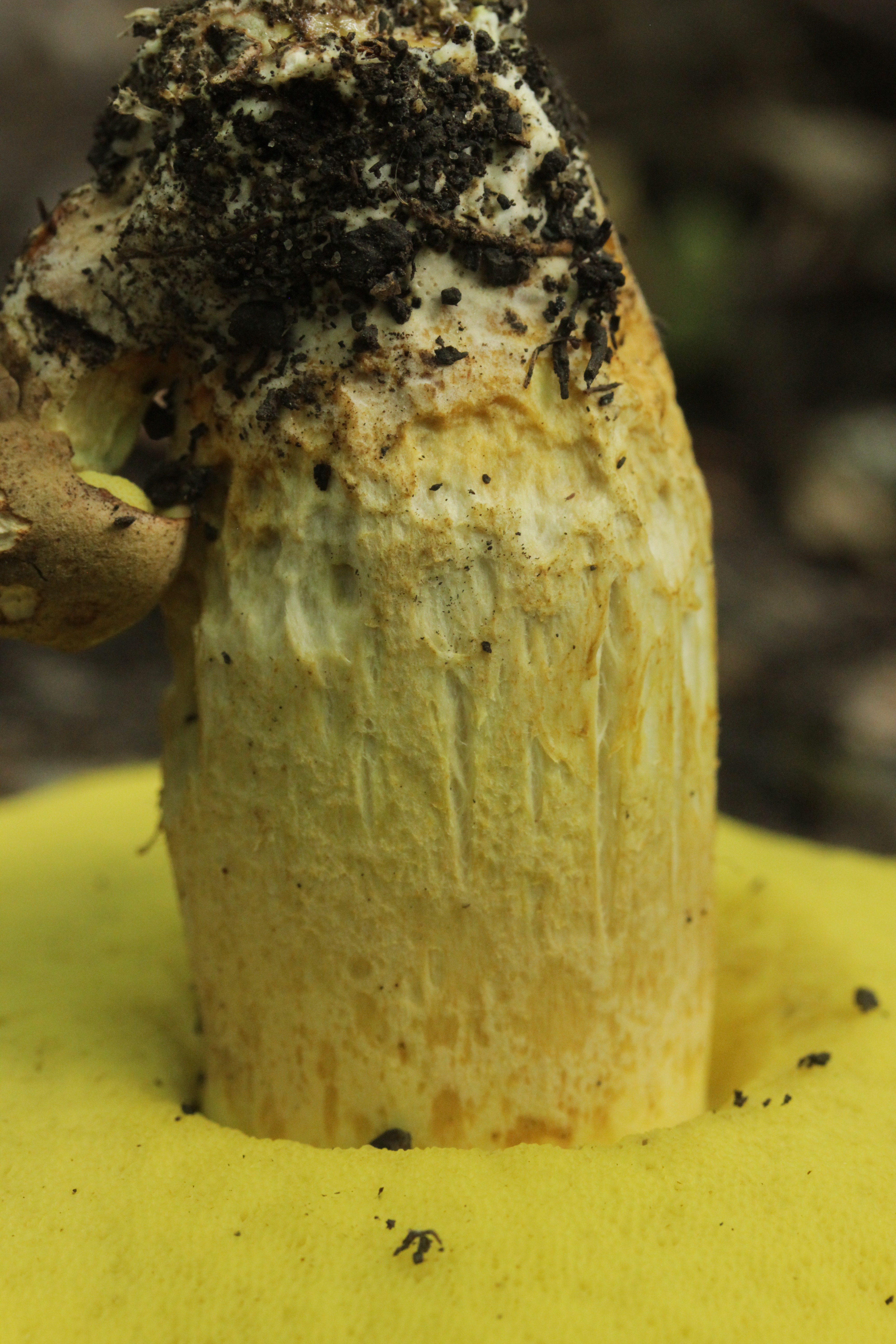
Zbliżenie na powierzchnię trzonu

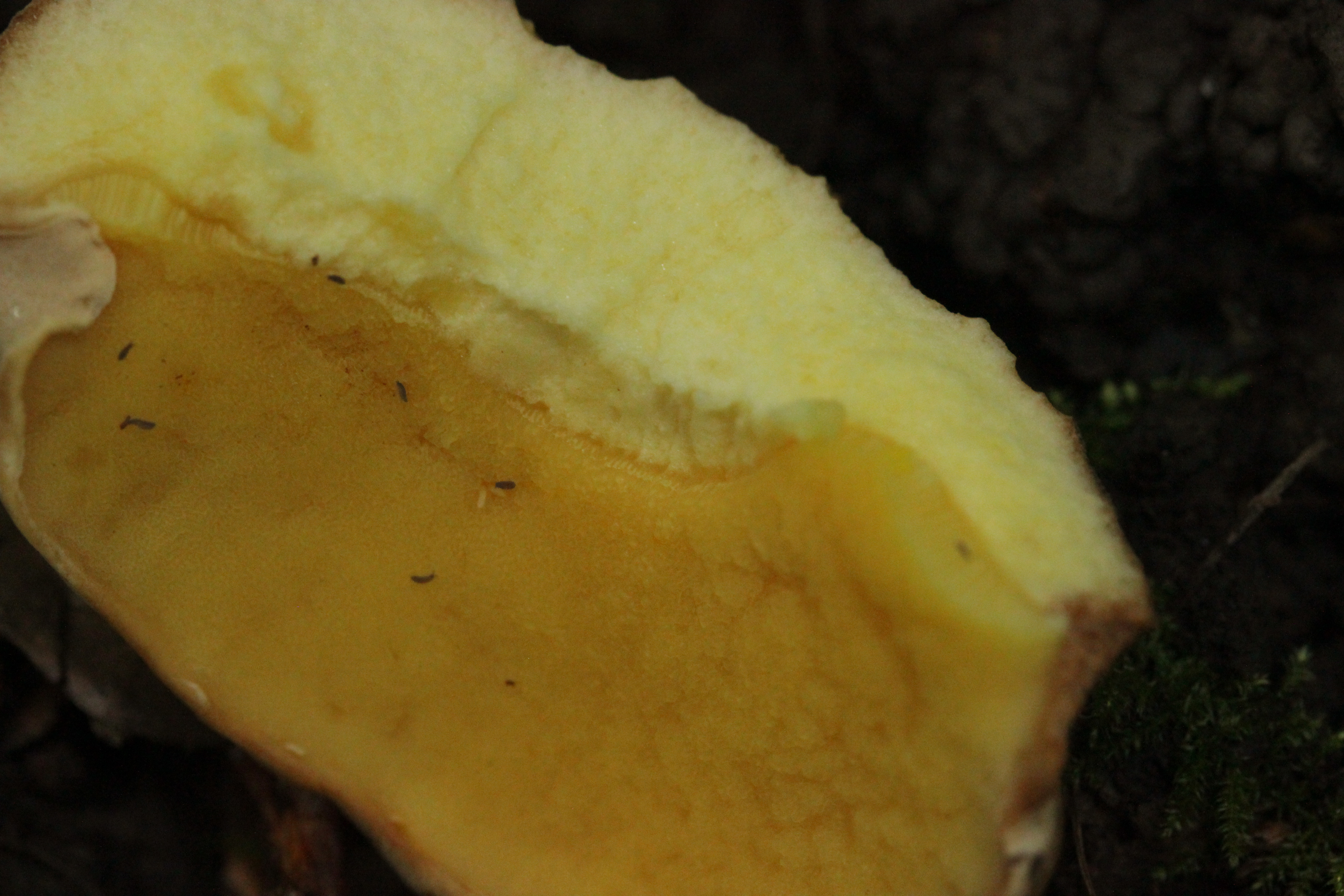
Miąższ nie zmieniający barwy

Płowiec jodoformowy, borowik płowy Hemileccinum impolitum (Fr.) Šutara – gatunek grzyba z rodziny borowikowatych (Boletaceae).

## Systematyka i nazewnictwo
Pozycja w klasyfikacji według Index Fungorum: Hemileccinum, Boletaceae, Boletales, Agaricomycetidae, Agaricomycetes, Agaricomycotina, Basidiomycota, Fungi.
Po raz pierwszy takson zbadał i opisał Elias Fries w 1838 roku. Pozycja taksonomiczna gatunku długo pozostawała niepewna, a różni autorzy umieszczali go w przeszłości w różnych rodzajach, m.in. w obecnie porzuconych rodzajach Tubiporus i Versipellis.
W oparciu o wstępną analizę locus rybosomalnego RNA 28S, mykologowie Manfred Binder i Halmut Besl w roku 2000 umieścili gatunek w rodzaju Xerocomus. Jednak w 2008 r. Josef Šutara przeniósł takson do nowego rodzaju Hemileccinum, w oparciu o jego charakterystyczną morfologię. Bardziej rozbudowane badania filogenetyczne przeprowadzone w 2014 roku przez Ganga Wu i jego zespół wykazały, że takson nie należy do rodzajów Boletus, Xerocomus ani Leccinum, lecz do odrębnej linii filogenetycznej w podrodzinie Xerocomoideae. Kolejne badania R. Hallinga z zespołem oraz M. Loizidesa z zespołem potwierdziły, że gatunek należy do monofiletycznego rodzaju Hemileccinum. Nazwa Hemileccinum impolitum, którą nadał J. Šutara, jest aktualną nazwą naukową tego taksonu uznaną przez Index Fungorum.
Synonimy naukowe:
- Boletus impolitus Fr. 1838
- Boletus suspectus Krombh. 1836
- Leccinum impolitum (Fr.) Bertault 1980
- Tubiporus impolitus (Fr.) P. Karst. 1882
- Versipellis fragrans var. impolita (Fr.) Quél. 1886
- Versipellis impolita (Fr.) Quél. 1886
- Xerocomus impolitus (Fr.) Quél. 1888

Nazwę borowik płowy nadała w 1960 roku Alina Skirgiełło. W Checklist of Polish larger Basidiomycetes (Krytyczna lista wielkoowocnikowych grzybów podstawkowych Polski) Władysław Wojewoda łączy tzw. borowika płowego (Hemileccinum impolitum) razem z tzw. borowikiem kruchym (Lanmaoa fragrans) do jednego taksonu – borowik kruchy (Boletus suspectus = synonim Boletus fragrans). Po przeniesieniu do rodzaju Hemileccinum, nazwa polska stała się niespójna z nazwą naukową. Zgodnie z rekomendacją Komisji ds. Polskiego Nazewnictwa Grzybów Polskiego Towarzystwa Mykologicznego tzw. borowików płowego i kruchego nie należy utożsamiać, a wobec tego pierwszego używać nazwy płowiec jodoformowy
Łaciński epitet gatunkowy impolitum oznacza „szorstki” i odnosi się do skórki kapelusza tego gatunku, która jest początkowo filcowata i pokryta drobno nitkowatą powłoką, widoczną dobrze pod lupą.

## Morfologia
Kapelusz
Średnicy 5–20 cm, początkowo półkulisty, później łukowaty, poduchowaty a czasami prawie płaski. W kolorze kremowoszarym z lekko oliwkowym odcieniem za młodu, następnie kremowooliwkowego aż do beżowobrązowego u starszych owocników. Warstwa pod skórką jest brązowawa. Skóra kapelusza początkowo jest filcowata, pokryta drobnymi niteczkami trochę oszroniona. Starsze owocniki miejscami robią się łyse i gładkie. Uszkodzona lub otarta skórka brązowieje, a nawet przyjmuje rumianobrązowy odcień. Zdarza się, że podczas suszy czy upałów może popękać.
Hymenofor
Pory rurek drobne, najpierw cytrynowożółte, z wiekiem złotożółte, u starych okazów z zielonkawym lub oliwkowym odcieniem. Nie zmieniają barwy po uciśnięciu, lekko brązowieją gdy wyschną. Rurki o długości 15–30 mm, tego samego koloru co pory. Przecięte nie zmieniają koloru.
Trzon
Długości 50–180 mm i grubości 25–80 mm, początkowo jasnożółty, z wiekiem żółtoszarawy. W górnej części pod rurkami często posiada czerwonawy lub brunatnoczerwonawy obrączkowaty pasek, a czasem również u nasady jest nabiegły różowawo, czerwonawo lub pokryty czerwonawymi plamkami. Jego powierzchnia nigdy nie jest pokryta siateczką, jest za to chropowata, ziarnista do lekko włóknistej, z wiekiem staje się gładsza. Fakturą przypomina trochę tę u koźlarzy (Leccinum), a bruzdy na powierzchni są nieznacznie ciemniejsze; robią się wyraźnie ciemniejsze gdy obeschną np. podczas upałów. Kształt trzonu początkowo pękaty i masywny, potem cylindryczny, a nawet wrzecionowaty lub maczugowaty. Grzybnia u podstawy trzonu jest biała lub biaława, czasami lekko ochrowa.
Miąższ
Białawy, białawożółtawy do jasnocytrynowego; nad rurkami ciemniejszy – cytrynowy, u podstawy trzonu nawet do żółtobrązowego. Nie zmienia barwy po przecięciu. W trzonie jest nieco włóknisty. Zapach szczególnie wyczuwalny u nasady trzonu. Jest nieprzyjemny, apteczny, przypomina fenol lub jodoform używany w szpitalach w celach dezynfekcyjnych. Zapach wzmaga się znacznie podczas gotowania. Smak łagodny.
Wysyp zarodników
Oliwkowobrązowy. Zarodniki gładkie, elipsoidalne do wrzecionowatych, o wymiarach 10–16 × 4–6 μm, zwykle jednak mieszczą się w granicy 11–14 × 4,5–5,5 μm. Bez pory rostkowej.

## Występowanie
Grzyb rzadki. Owocniki wytwarza od maja do połowy października. Rośnie w lasach liściastych (dęby, graby), parkach, ogrodach, przy alejkach i przy stawach, zwłaszcza pod dębami, rzadko pod lipami lub innymi drzewami liściastymi, na nizinach i podgórzu, na podłożu wapiennym. Preferuje ciepłe, nasłonecznione stanowiska. W basenie Morza Śródziemnego tworzy mikoryzę z niektórymi innymi gatunkami drzew liściastych nie występującymi w Europie Środkowej, takimi jak np. kasztan jadalny (Castanea sativa).

## Znaczenie
Grzyb mykoryzowy. Grzyb jadalny. Przez niektóre źródła określany jest jako grzyb niejadalny, ale jedynie ze względu na chemiczny zapach. Z powodu rzadkości występowania zasługuje na ochronę.